# Group Bruno
Group Bruno is een Belgisch familiebedrijf met ondernemingen die verschillende activiteiten uitvoeren. De hoofdzetel ligt in Bilzen.

## Geschiedenis
Het bedrijf werd opgericht door de broers Giuliano en Angelo Bruno, die in 1988 begonnen met het uitbaten van een tankstation op de Hasseltweg in Genk. In 1992 opende ze ook de eerste Bruno foodcorner. Sindsdien is de groep verder uitgebouwd tot meer dan 23 Bruno Service Stations en 26 Foodcorners in Limburg en Oost- en West-Vlaanderen. Sinds 2006 worden de vestigingen van Bruno Service Station ook uitgebaat door franchisenemers. Daarnaast is Group Bruno blijven groeien en bieden ze ondertussen verschillende diensten aan naast de tankstations en foodcorners.
In 2021 verliet medeoprichter Giuliano Bruno het bedrijf, waarna Angelo Bruno en zijn zonen het management overnamen. Datzelfde jaar opende aan het station van Sint-Niklaas de eerste vestiging van Bruno Foodcorner buiten Limburg.

## Activiteiten
Group Bruno baat 23 Bruno Service Stations en 26 Bruno Foodcorners uit in 25 gemeenten.
Verder biedt ze andere diensten aan: Bruno Car Rental (autoverhuur), Bruno Carwash (carwashservice), Bruno Mazout (leveren van mazout), Green Hotel (verhuur van hotelkamers in Genk), Nina Bruno Vastgoed (verkoop en verhuur van vastgoed), Opruimen.net (leegmaakmanagement van kantoorgebouwen, industriegebouwen, winkelpanden), Roots (cocktail- en tapasbar) en Terra by Roots (eventlocatie).